# ČZ vz. 27
Напівавтоматичний пістолет vz. 27 був подальшою розробкою vz. 24 під набої 7.65 мм Browning/.32 ACP. Дуже часто мав назву CZ 27.

## Історія
Основний обсяг виготовлення (біля 450 000 од.) прийшовся на часи німецької окупації Чехії. Виготовлявся до середини 1950-х років. Мав великий експортний успіх.
Всього виготовлено від 620 до 650 тисяч одиниць.

## Країни— експлуатанти
- Третій Рейх: під назвою P.27(t)
- Чехословаччина
- Словаччина
- Венесуела
- Пакистан
- Єгипет